# Mariebergsfjärden
Mariebergsfjärden är en fjärd av Östra Mälaren som ligger i Stockholm. Fjärden har sitt namn efter stadsdelen Marieberg.
Fjärdens yttre begränsningar utgörs av Lilla Essingen och Essingedjupet i väst, Kungsholmen i norr, Västerbron i öst och Långholmen i syd. Vid Mariebergsfjärden ligger Smedsuddsbadet på Kungsholmssidan och Långholmsbadet. Största vattendjup är 26 meter. Vid Mariebergsfjärden ligger Triewalds malmgård och Mariebergsparken.